# Elección primaria
Elección primaria (primaria de nominación), elecciones primarias o simplemente primaria es una elección en la cual los votantes bajo una jurisdicción seleccionan al candidato que un partido presentará a una elección pública posterior. En otras palabras, es una forma democrática de preseleccionar el candidato que un partido presentará a un proceso electoral determinado. Las elecciones primarias son más comunes en los Estados Unidos, donde se usan no solamente para las elecciones presidenciales, sino para escoger también a los candidatos a representantes, senadores, alcaldes y gobernadores, entre otros. El primer partido en llevarlas a cabo fue el Partido Progresista de Theodore Roosevelt, seguido por el Partido Demócrata y luego el Partido Republicano. En los Estados Unidos, el término primaria no partidista también se usa para referirse a la primera vuelta electoral de un sistema de doble vuelta.
En el resto del mundo, la nominación de los candidatos presidenciales responsabilidad de los partidos políticos, y las organizaciones, y no incluye al público en general. También es amplio el uso del término para hacer referencia a la simple elección interna del líder de un partido político, independientemente de su papel en los siguientes comicios y del momento en el que estos se celebren.
Además de las primarias, otra de las maneras para seleccionar a un candidato son las caucus, o asambleas, convenciones, y nominaciones en reuniones. Históricamente, los partidos políticos en Canadá eligen a sus candidatos en las reuniones de los partidos en cada circunscripción. Los dirigentes políticos de Canadá son elegidos en convenciones de liderazgo, aunque algunos partidos han abandonado esta práctica en favor al sistema un militante, un voto.

## Tipos
- Cerrada: Únicamente los militantes inscritos en el partido pueden votar, no así los independientes. Esta es la forma más usual de todas.
- Semicerrada: Al igual que las primarias cerradas, los únicos habilitados para votar son los miembros registrados en un partido político. Sin embargo, a los votantes "no afiliados" también se les permite votar. Dependiendo de cada estado, los independientes deben votar pública o privadamente.
- Abierta: Un votante registrado puede votar en cualquier primaria de cualquier partido independientemente a su afiliación a un partido. Cuando los votantes no se han registrado antes de las primarias, se le denomina como pick-a-party primary o en español "escoge a un partido de primaria" porque el votante puede escoger el partido en la que él o ella desea votar. Debido al carácter abierto de este sistema, una práctica conocida como "asalto" o raiding podría ocurrir. El "asalto" consiste en los votantes que votan por su partido y después votan por otro partido, y así ayudar a escoger al adversario del partido oponente. Según la teoría, es que los votantes deciden votar por el candidato más débil para así tener mayor ventaja en las elecciones generales. Algo parecido sucedió en la primaria de senadores de Vermont en 1998 con la elección de Fred Tuttle para el candidato Republicano. También se intentó una maniobra similar en Chile durante la elección de candidatos de la Concertacion en la última elección.
- Semiabierta: Cada votante puede votar en cada primaria, pero deben de decir públicamente por cual primaria votaran. Normalmente, esta declaración es realizada al solicitar una boleta electoral. En algunos estados las primarias semiabiertas, los oficiales de las elecciones graban cada voto de los votantes del partido que luego los partidos tienen acceso a esta información.
- Global: Permite a los votantes votar por candidatos por cargo, sin importar la afiliación de partido. Ideal para el voto electrónico o telemático.
- Eliminatoria: En donde el voto no está limitado a un partido y los dos candidatos con más votos avanzan a las elecciones generales sin importar la afiliación partidaria. Una eliminatoria varia de una primaria ya que una segunda ronda sólo se necesitaría si ningún candidato logra obtener la mayoría en la primera ronda.

También hay sistemas de usos mixtos, académicos o de categoría propia. En Virginia Occidental, las primarias republicanas están abiertas a los independientes, mientras que las primarias democráticas estuvieron cerradas. Sin embargo, el 1 de abril de 2007, el partido demócrata de Virginia Occidental abrió sus votaciones para permitir que los "individuos que no están afiliados a ningún partido puedan participar en el proceso de elecciones".

## Primarias alrededor del mundo
En muchos partidos de Europa, quizá a excepción de Italia, Francia y España últimamente, las primarias no son frecuentemente utilizadas. En oposición, se convocan a Congresos o Convenciones nacionales con representantes de la militancia, lo que las convierte en elecciones indirectas. En América Latina las elecciones primarias tienen fuerza en países como Belice, Argentina, Chile, Colombia, Costa Rica, Jamaica, Uruguay, Venezuela, República Dominicana y otros.

### Argentina
Argentina celebró elecciones primarias abiertas simultáneas y obligatorias el 14 de agosto de 2011, donde se eligieron los candidatos a Presidente de la Nación Argentina. Estas elecciones fueron implementadas por la Reforma Electoral llevada a cabo los primeros días del 2010.

### Armenia
En una innovación el 24 y 25 de noviembre del 2007, se llevó a cabo una primaria electoral cubierta en Armenia. El partido de la Federación Revolucionaria Ohanian de Armenia, invitó al público a votar y ayudar al partido por quien nominar para presidente de Armenia. De lo que la caracteriza como primaria es que en vez de un sondeo de opinión pública, la gente sabía sobre la primaria, y todos los votantes elegibles fueron invitados a votar en secreto. Alrededor de 68,183 personas votaron.

### Colombia
En Colombia todos los partidos políticos vigentes tienen la posibilidad de realizar elecciones primarias denominadas "consultas" para elegir a sus candidatos únicos. La Ley 1475 de 2011 define que "son mecanismos de participación democrática y política que los partidos y movimientos políticos con personería jurídica, y/o grupos significativos de ciudadanos pueden utilizar con la finalidad de adoptar decisiones internas o escoger sus candidatos, propios o de coalición, a cargos o corporaciones de elección popular."
Según la regulación existen dos tipos de consultas: Partidistas e Interpartidistas y pueden ser internas (Cerradas, solo para afiliados inscritos a los partidos) o populares (Abiertas para cualquier ciudadano inscrito en el censo electoral). En las consultas populares se aplicarán las normas que rigen para las elecciones ordinarias y en las internas las disposiciones estatutarias propias de los partidos y movimientos que las convoquen. En caso de programarse varias consultas populares, el Consejo Nacional Electoral definirá una sola fecha (distinta a las elecciones ordinarias) para seleccionar candidatos a un mismo cargo o corporación, dicha fecha será única para las consultas populares de todos los partidos y movimientos que decidan acudir a este mecanismo.
En las elecciones presidenciales de 2006, el Partido Liberal y el Polo Democrático Alternativo celebraron elecciones primarias, eligiendo a Horacio Serpa como candidato liberal y Carlos Gaviria como candidato del Polo Alternativo Democrático. De la misma manera, para las presidenciales de 2010, cuatro partidos celebraron elecciones primarias: El Partido Liberal eligió al exministro Rafael Pardo como candidato, el Polo Democrático eligió al senador Gustavo Petro, el Partido Conservador eligió a la embajadora Noemi Sanin y el Partido Verde eligió al exalcalde de Bogotá Antanas Mockus.

### Costa Rica
Costa Rica realiza diferentes elecciones primarias conocidas como "convención" entre los partidos políticos mayoritarios. La primera se realizó en 1978 por el Partido Liberación Nacional y fue la primera Convención Nacional realmente abierta. Entre 1982 y el 2002 las convenciones mayoritarias se realizaron dentro del Partido Liberación Nacional y el Partido Unidad Social Cristiana, aunque a partir del 2002 el PUSC fue sustituido por el Partido Acción Ciudadana como el principal rival del PLN, por lo que realizó su propia convención por primera vez en el 2008. Véase; Convención Nacional Liberacionista, Convención Nacional Socialcristiana y Convención Nacional del Partido Acción Ciudadana.

### Chile
La Concertación de Partidos por la Democracia acostumbraba realizar primarias internas, para elegir su abanderado presidencial, aunque se ha puesto en duda su representatividad al ser cerradas como en las primarias presidenciales de 2009. Para elegir candidatos a alcalde, han utilizado este mecanismo, tanto la Coalición por el Cambio, como la Concertación. Así pudieron postularse para la alcaldía de Santiago referentes extrapartidarios como Iván Zamorano, Ángel Parra y Marcelo Ríos. La Concertación realizó primarias para elegir sus candidatos a alcalde para las elecciones municipales de 2012. En 2011 se envió un proyecto de ley que establecía un mecanismo de primarias, de carácter voluntarias pero vinculantes, para la nominación de candidatos a Presidente de la República, senadores, diputados y alcaldes, financiada por el Estado, simultánea, en que todos los partidos podrán acceder, y reguladas por el Servicio Electoral. Dicha ley fue aprobada por el Congreso el 2 de octubre de 2012, con lo que se espera que se realicen primarias presidenciales y parlamentarias el 30 de junio de 2013.
El 30 de junio de 2013, se realizaron las primarias presidenciales de la coalición Nueva Mayoría y de la Alianza. Por otra parte, no se realizó primarias parlamentarias en la coalición Nueva Mayoría y Alianza conjuntas con las primarias presidenciales, salvo excepción del partido Renovación Nacional, que sí realizó. La coalición Nueva Mayoría realizó primarias internas.
El 2 de julio de 2017 se realizaron las primarias presidenciales de los pactos Chile Vamos y Frente Amplio. El pacto gobernante Nueva Mayoría decidió declinar de la elección primaria. Por otra parte, sólo existirán primarias parlamentarias en el pacto Frente Amplio.

### Ecuador
La nueva constitución de Ecuador hace obligatoria las elecciones primarias o internas.

### España
El PSOE fue el primer partido político de España en utilizar un sistema de primarias abiertas a los militantes para la elección de su Secretario General en 1998, siendo elegido Josep Borrell. Antes, votaban los delegados. En el 2014, vuelven a abrirse las primarias, esta vez, a militantes y simpatizantes. Izquierda Unida de Valladolid realizó la primera experiencia de primarias abiertas a la participación de personas no afiliadas para las elecciones municipales de 2011, en un proceso celebrado durante el año 2010 y en el que resultó elegido como candidato a la alcaldía el urbanista independiente Manuel Saravia. El partido ecologista y defensor de la democracia participativa, Equo, realizó primarias abiertas a toda la ciudadanía para conformar toda su lista electoral para las elecciones europeas de 2014, al mismo tiempo permitió que cualquier español, tras obtener el aval de la federación territorial de su región de residencia, pudiese presentar una candidatura para aparecer como independiente. Desde 2014 el partido Podemos ha realizado primarias abiertas y con listas abiertas, con la única condición de registrarse en el portal de participación del partido.

### Estados Unidos
En Estados Unidos se realizan elecciones primarias entre los partidos. Algunos ejemplos de primarias relevantes son las Primarias presidenciales del partido Demócrata de 2008 y las primarias presidenciales del Partido Republicano de 2012. Véase también la Convención Nacional Demócrata de 2012 y la Convención Nacional Republicana de 2012.

### Honduras
El 18 de noviembre del 2012 se realizaron las elecciones internas de Honduras en 3 de 9 partidos políticos legalmente inscritos, en vista de las Generales del 2013. Hay que tener en cuenta la situación particular que vive la democracia Hondureña, donde un golpe institucional desplazo al poder ejecutivo y tomó medidas restrictivas contra las libertades. Entre ellas el no reconocimiento a los derechos de los pueblos originarios para votar en las elecciones primaria. Los Partidos tradicionales Partido Nacional de Honduras y Partido Liberal de Honduras a estos se suman en recién formado Partido Libertad y Refundación eligieran a sus candidatos para enfrentarse a un total de 9 partidos legalmente inscritos para las elecciones generales del 2013 incluyendo a estos 3.

### Uruguay
Uruguay celebra desde 1999 las llamadas "elecciones internas". Las últimas tuvieron lugar en junio de 2024

### Venezuela
El 27 de julio de 2008 se llevaron a cabo elecciones primarias en Venezuela para elegir al candidato de oposición en el estado Aragua. El 12 de febrero de 2012 se celebraron unas de las elecciones primarias más importantes para la oposición venezolana, en la cual se elegía mediante el voto popular y universal el candidato para la Presidencia de la República, en el que resultó elegido Henrique Capriles Radonski. También importantes a nivel mundial, ya que ha sido una de las de mayor afluencia, con más del 17% del registro electoral permanente, es decir más de 3 millones de votos.

### República Dominicana
El domingo 6 de octubre del 2019 se llevaron a cabo las elecciones primarias en República Dominicana, las primeras que se realizan bajo las disposiciones de la Ley de Partidos Políticos y la Ley Orgánica del Régimen Electoral, ambas de reciente aprobación. Para las mismas, estaban llamados a participar los 7.422.416 ciudadanos que integran el padrón oficial de la Junta Central Electoral (JCE), a fines de dirimir los candidatos para los cargos electivos –presidente, senadores, diputados, alcaldes, regidores, directores municipales y vocales- en las internas de los distintos partidos.
La magnitud de estas primarias se puede referenciar en que los dos partidos de mayor envergadura, el oficialista Partido de la Liberación Dominicana (PLD) y el principal opositor, Partido Revolucionario Moderno (PRM), presentaban un total de 11.427 candidatos a cargos electivos. Mientras que en el PLD se utilizó el padrón abierto, es decir que todos los ciudadanos que así lo desearan estaban habilitados para participar de la elección de sus candidatos, el PRM optó por definir sus candidaturas a padrón cerrado, pudiendo participar únicamente quienes se encontraban inscriptos al partido -1.296.483 dominicanos-.
Ya desde los primeros resultados que se fueron difundiendo por parte de la JCE, la interna del PRM mostraba un escenario a tono con lo que las encuestas marcaban en la previa, consagrando vencedor por una amplia ventaja a Luis Abinader frente al expresidente Hipólito Mejía. En cambio, entre los contendientes del PLD se observaba una gran paridad, con una pequeñísima ventaja de un 1% a favor del tres veces presidente  Leonel Fernández durante la mayor parte de la carga de datos. Sin embargo, recién una vez superado el 81% del recuento fue que la tendencia dio un vuelco a favor de Gonzalo Castillo, y a partir de aquel momento ya no se revirtió. Finalmente, con el 100% de las mesas computadas, Castillo obtenía el 48,72% de los votos frente al 47,29% del expresidente Leonel Fernández en la primaria del PLD, con una participación del 25,22% -1.872.505 votos emitidos-; mientras, Luis Abinader se consagraba candidato presidencial por el PRM con el 74,11% de los votos y una participación del 29,49% -382.294 votos emitidos.